# アラビアン狂想曲
『アラビアン狂想曲』（アラビアン ラプソディー）は、和田慎二の漫画。

## 概要
1976年に秋田書店『月刊プリンセス』9月号に掲載された。 
アラビアン・ナイトの世界を下敷きにした作品である。東の国の魔王シャザールに攫われたサミール姫を、姫と相思相愛の若者アマル・ザム・ハッサンが救いに行く冒険活劇コメディ。ハッサンがガメラのいとこで大阪弁を話すマッハで飛ぶ亀を謎の人物（サミール姫の母后）より与えられたり、砂漠で魔王の手先にされた兵士が乗りやすいからと東村山音頭を歌って踊ったりする。
雑誌掲載時は「アラー」となっていた部分が、コミックスの際には「ラー」と修正されている。

## 書籍情報
「恐怖の復活－ホラー・リザレクション－」（秋田書店プリンセスコミックス）に収録されている。
- 単行本併録作品：
  - 恐怖の復活 （1979年 月刊プリンセス9-10月号掲載）
  - ラムちゃんの戦争 （1978年 月刊プリンセス4月号掲載）